# 아담 고틀로브 몰트케

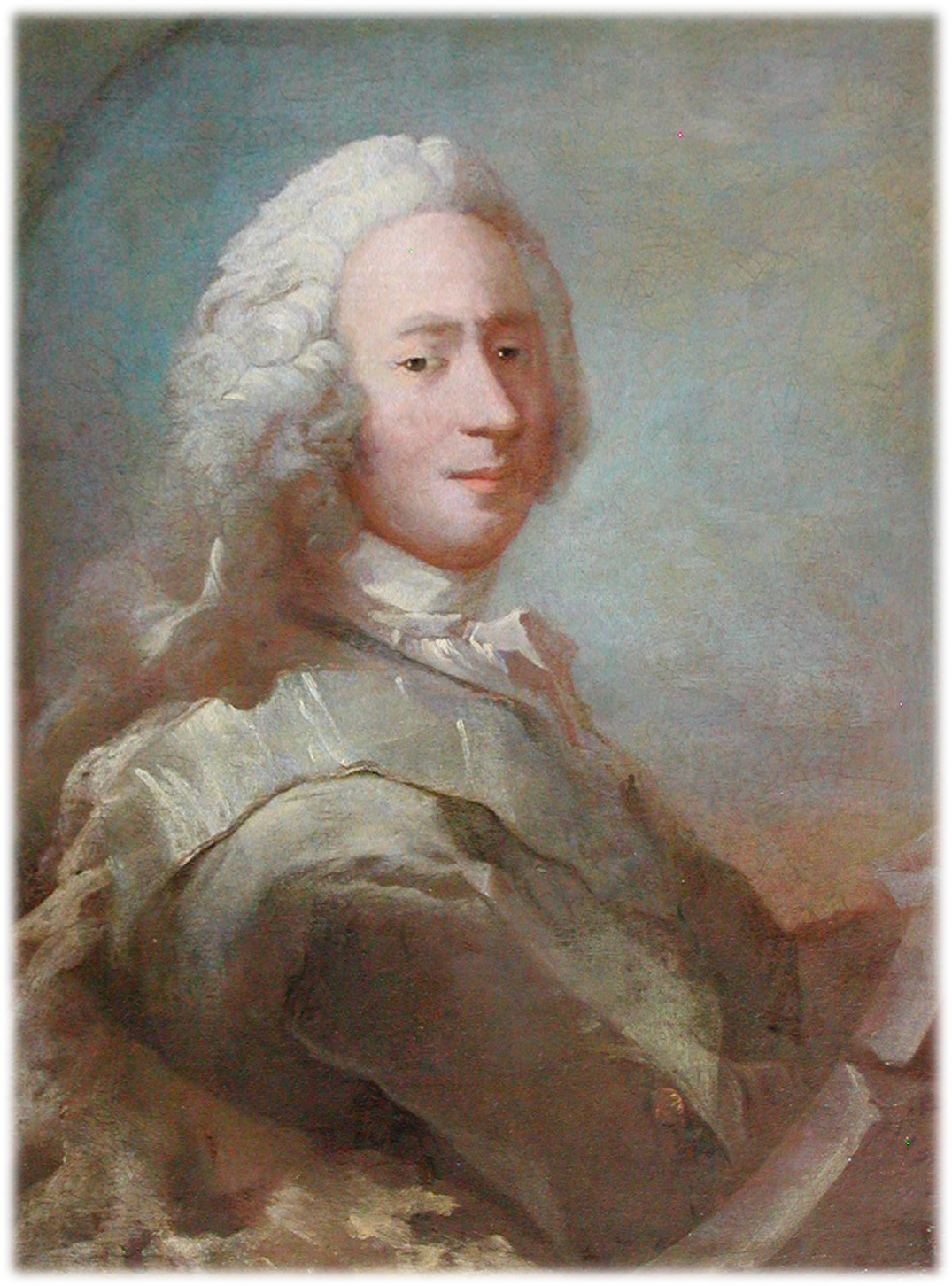
아담 고틀로브 몰트케

아담 고틀로브 몰트케(덴마크어: Adam Gottlob Moltke, 1710년 11월 10일 ~ 1792년 9월 25일)는 덴마크의 정치인, 외교관이다. 덴마크의 총리를 역임한 요아심 고스케 몰트케의 아버지이자 아담 빌헬름 몰트케의 할아버지이기도 하다.
독일 메클렌부르크 출신이며 1722년에는 덴마크 왕실에 의해 발탁되었다. 프레데리크 5세, 크리스티안 7세 국왕의 신임을 받으면서 정치적, 외교적 수완을 발휘했고 1752년에는 덴마크 정부로부터 다네브로그 훈장, 코끼리 훈장을 받았다.